# Clásica de Almería 2016
La 29e édition de la Clásica de Almería a eu lieu le 14 février 2016. La course fait partie du calendrier UCI Europe Tour 2016 en catégorie 1.1.
L'épreuve a été remportée lors d'un sprint à trois par l'Australien Leigh Howard (IAM) qui s'impose respectivement devant le Russe Alexey Tsatevitch (Katusha) et son compatriote le Letton Aleksejs Saramotins.
Alors que la course devait se faire sur 184 kilomètres, elle a été réduite sur 21 kilomètres, soit six tours du circuit local, en raison d'un vent très fort.

## Présentation

### Équipes
Classée en catégorie 1.1 de l'UCI Europe Tour, la Clásica de Almería est par conséquent ouverte aux WorldTeams dans la limite de 50 % des équipes participantes, aux équipes continentales professionnelles, aux équipes continentales et aux équipes nationales.
Seize équipes participent à cette Clásica de Almería - cinq WorldTeams, neuf équipes continentales professionnelles et deux équipes continentales :
| UCI WorldTeams  | UCI WorldTeams | UCI WorldTeams |
| Nom de l'équipe | Pays           | Code           |
| --------------- | -------------- | -------------- |
| Astana          | Kazakhstan     | AST            |
| BMC Racing      | États-Unis     | BMC            |
| IAM             | Suisse         | IAM            |
| Katusha         | Russie         | KAT            |
| Movistar        | Espagne        | MOV            |

| Équipes continentales professionnelles | Équipes continentales professionnelles | Équipes continentales professionnelles |
| Nom de l'équipe                        | Pays                                   | Code                                   |
| -------------------------------------- | -------------------------------------- | -------------------------------------- |
| Caja Rural-Seguros RGA                 | Espagne                                | CJR                                    |
| CCC Sprandi Polkowice                  | Pologne                                | CCC                                    |
| Cofidis                                | France                                 | COF                                    |
| Direct Énergie                         | France                                 | DEN                                    |
| Funvic Soul Cycles-Carrefour           | Brésil                                 | FSC                                    |
| Gazprom-RusVelo                        | Russie                                 | GAZ                                    |
| Roompot-Oranje Peloton                 | Pays-Bas                               | ROP                                    |
| Topsport Vlaanderen-Baloise            | Belgique                               | TSV                                    |
| Verva ActiveJet                        | Pologne                                | VAT                                    |

| Équipes continentales         | Équipes continentales | Équipes continentales |
| Nom de l'équipe               | Pays                  | Code                  |
| ----------------------------- | --------------------- | --------------------- |
| Burgos BH                     | Espagne               | BUR                   |
| Euskadi Basque Country-Murias | Espagne               | EUS                   |

### Primes
Les vingt prix sont attribués suivant le barème de l'UCI,. Le total général des prix distribués est de 14 477 €.
| Position | 1er     | 2e      | 3e      | 4e    | 5e    | 6e    | 7e    | 8e    | 9e    | 10e à 20e |
| Prix     | 5 785 € | 2 895 € | 1 445 € | 715 € | 580 € | 433 € | 433 € | 287 € | 287 € | 147 €     |

## Classements

### Classement final
| Classement final | Classement final    | Classement final | Classement final       | Classement final |
|                  | Coureur             | Pays             | Équipe                 | Temps            |
| ---------------- | ------------------- | ---------------- | ---------------------- | ---------------- |
| 1er              | Leigh Howard        | Australie        | IAM                    | en 28 min 29 s   |
| 2e               | Alexey Tsatevitch   | Russie           | Katusha                | + 0 s            |
| 3e               | Aleksejs Saramotins | Lettonie         | IAM                    | + 0 s            |
| 4e               | Bryan Coquard       | France           | Direct Énergie         | + 5 s            |
| 5e               | Nacer Bouhanni      | France           | Cofidis                | + 5 s            |
| 6e               | Raymond Kreder      | Pays-Bas         | Roompot-Oranje Peloton | + 5 s            |
| 7e               | Paweł Franczak      | Pologne          | Verva ActiveJet        | + 5 s            |
| 8e               | Roman Maikin        | Russie           | Gazprom-RusVelo        | + 8 s            |
| 9e               | Eryk Latoń          | Pologne          | CCC Sprandi Polkowice  | + 8 s            |
| 10e              | José Joaquín Rojas  | Espagne          | Movistar               | + 11 s           |
| modifier         |                     |                  |                        |                  |

### UCI Europe Tour
Cette Clásica de Almería attribue des points pour l'UCI Europe Tour 2016, par équipes seulement aux coureurs des équipes continentales professionnelles et continentales, individuellement à tous les coureurs sauf ceux faisant partie d'une équipe ayant un label WorldTeam.
| Position           | 1er | 2e | 3e | 4e | 5e | 6e | 7e | 8e | 9e | 10e | 11e | 12e | 13e à 15e | 16e à 25e |
| Classement général | 125 | 85 | 70 | 60 | 50 | 40 | 35 | 30 | 25 | 20  | 15  | 10  | 5         | 3         |

## Liste des participants
- Liste de départ complète

| Légende | Légende                                                                    | Légende | Légende                                                    |
| ------- | -------------------------------------------------------------------------- | ------- | ---------------------------------------------------------- |
| Num     | Dossard de départ porté par le coureur sur cette Clásica de Almería        | Pos     | Position à l'arrivée de la course                          |
|         | Indique un maillot de champion national ou mondial, suivi de sa spécialité | NP      | Indique un coureur qui n'a pas pris le départ de la course |
| AB      | Indique un coureur qui n'a pas terminé la course                           | HD      | Indique un coureur qui a terminé la course hors des délais |

| Movistar MOV                          | Movistar MOV                     | Movistar MOV |
| ------------------------------------- | -------------------------------- | ------------ |
| Num                                   | Coureur                          | Pos          |
| 1                                     | Juan José Lobato (ESP)           | 50e          |
| 2                                     | Alejandro Valverde (ESP) (Route) | 22e          |
| 3                                     | Rubén Fernández Andújar (ESP)    | AB           |
| 4                                     | Javier Moreno (ESP)              | AB           |
| 5                                     | Antonio Pedrero (ESP)            | AB           |
| 6                                     | José Joaquín Rojas (ESP)         | 10e          |
| 7                                     | Rory Sutherland (AUS)            | AB           |
| Directeur sportif : José Luis Arrieta |                                  |              |

| Cofidis COF                     | Cofidis COF           | Cofidis COF |
| ------------------------------- | --------------------- | ----------- |
| Num                             | Coureur               | Pos         |
| 11                              | Nacer Bouhanni (FRA)  | 5e          |
| 12                              | Borut Božič (SLO)     | 55e         |
| 13                              | Nicolas Edet (FRA)    | AB          |
| 14                              | Hugo Hofstetter (FRA) | 46e         |
| 15                              | Jérôme Cousin (FRA)   | AB          |
| 16                              | Julien Simon (FRA)    | 53e         |
| 17                              | Cyril Lemoine (FRA)   | 26e         |
| Directeur sportif : Didier Rous |                       |             |

| Caja Rural-Seguros RGA CJR             | Caja Rural-Seguros RGA CJR | Caja Rural-Seguros RGA CJR |
| -------------------------------------- | -------------------------- | -------------------------- |
| Num                                    | Coureur                    | Pos                        |
| 21                                     | Carlos Barbero (ESP)       | AB                         |
| 22                                     | Lluís Mas (ESP)            | 25e                        |
| 23                                     | Sergio Pardilla (ESP)      | AB                         |
| 24                                     | Jaime Rosón (ESP)          | AB                         |
| 25                                     | Jonathan Lastra (ESP)      | 36e                        |
| 26                                     | Hugh Carthy (GBR)          | AB                         |
| 27                                     | Miguel Ángel Benito (ESP)  | 38e                        |
| Directeur sportif : Eugenio Goikoetxea |                            |                            |

| CCC Sprandi Polkowice CCC              | CCC Sprandi Polkowice CCC      | CCC Sprandi Polkowice CCC |
| -------------------------------------- | ------------------------------ | ------------------------- |
| Num                                    | Coureur                        | Pos                       |
| 31                                     | Bartłomiej Matysiak (POL)      | 17e                       |
| 32                                     | Eryk Latoń (POL)               | 9e                        |
| 33                                     | Josef Černý (CZE)              | 37e                       |
| 34                                     | Nikolay Mihaylov (BUL) (Route) | 57e                       |
| 35                                     | Jakub Kaczmarek (POL)          | AB                        |
| 36                                     | Mateusz Taciak (POL)           | 58e                       |
| 37                                     | Maciej Paterski (POL)          | 21e                       |
| Directeur sportif : Gabriele Missaglia |                                |                           |

| Katusha KAT                      | Katusha KAT             | Katusha KAT |
| -------------------------------- | ----------------------- | ----------- |
| Num                              | Coureur                 | Pos         |
| 41                               | Vladimir Isaychev (RUS) | 69e         |
| 42                               | Matvey Mamykin (RUS)    | AB          |
| 43                               | Maxim Belkov (RUS)      | 60e         |
| 44                               | Jhonatan Restrepo (COL) | AB          |
| 45                               | Egor Silin (RUS)        | 52e         |
| 46                               | Alexey Tsatevitch (RUS) | 2e          |
| 47                               | Ilnur Zakarin (RUS)     | 51e         |
| Directeur sportif : José Azevedo |                         |             |

| BMC Racing BMC                      | BMC Racing BMC           | BMC Racing BMC |
| ----------------------------------- | ------------------------ | -------------- |
| Num                                 | Coureur                  | Pos            |
| 51                                  | Philippe Gilbert (BEL)   | 64e            |
| 52                                  | Samuel Sánchez (ESP)     | 63e            |
| 53                                  | Damiano Caruso (ITA)     | 67e            |
| 54                                  | Darwin Atapuma (COL)     | 62e            |
| 55                                  | Ben Hermans (BEL)        | 66e            |
| 56                                  | Brent Bookwalter (USA)   | 65e            |
| 57                                  | Tejay van Garderen (USA) | 68e            |
| Directeur sportif : Jackson Stewart |                          |                |

| Verva ActiveJet VAT               | Verva ActiveJet VAT  | Verva ActiveJet VAT |
| --------------------------------- | -------------------- | ------------------- |
| Num                               | Coureur              | Pos                 |
| 61                                | Paweł Franczak (POL) | 7e                  |
| 62                                | Kamil Gradek (POL)   | 20e                 |
| 63                                | Paweł Cieślik (POL)  | 39e                 |
| 64                                | Łukasz Bodnar (POL)  | 35e                 |
| 65                                | Karel Hník (CZE)     | AB                  |
| 66                                | Jonas Koch (GER)     | 23e                 |
| 67                                | Jordi Simón (ESP)    | 44e                 |
| Directeur sportif : Piotr Kosmala |                      |                     |

| Roompot-Oranje Peloton ROP        | Roompot-Oranje Peloton ROP | Roompot-Oranje Peloton ROP |
| --------------------------------- | -------------------------- | -------------------------- |
| Num                               | Coureur                    | Pos                        |
| 71                                | Raymond Kreder (NED)       | 6e                         |
| 72                                | Michel Kreder (NED)        | 19e                        |
| 73                                | Johnny Hoogerland (NED)    | 47e                        |
| 74                                | Maurits Lammertink (NED)   | AB                         |
| 75                                | Nick van der Lijke (NED)   | AB                         |
| 76                                | Sjoerd van Ginneken (NED)  | 45e                        |
| 77                                | Antwan Tolhoek (NED)       | 76e                        |
| Directeur sportif : Erik Breukink |                            |                            |

| Funvic Soul Cycles-Carrefour FSC     | Funvic Soul Cycles-Carrefour FSC | Funvic Soul Cycles-Carrefour FSC |
| ------------------------------------ | -------------------------------- | -------------------------------- |
| Num                                  | Coureur                          | Pos                              |
| 81                                   | Antonio Piedra (ESP)             | 48e                              |
| 82                                   | Pablo Urtasun (ESP)              | NP                               |
| 83                                   | Magno Nazaret (BRA)              | AB                               |
| 84                                   | Flávio Cardoso (BRA)             | 56e                              |
| 85                                   | Murilo Affonso (BRA)             | AB                               |
| 86                                   | Kléber Ramos (BRA)               | AB                               |
| 87                                   | João Gaspar (BRA)                | AB                               |
| Directeur sportif : Benedito Azevedo |                                  |                                  |

| Direct Énergie DEN                  | Direct Énergie DEN     | Direct Énergie DEN |
| ----------------------------------- | ---------------------- | ------------------ |
| Num                                 | Coureur                | Pos                |
| 91                                  | Sylvain Chavanel (FRA) | AB                 |
| 92                                  | Bryan Coquard (FRA)    | 4e                 |
| 93                                  | Yohann Gène (FRA)      | AB                 |
| 94                                  | Julien Morice (FRA)    | AB                 |
| 95                                  | Adrien Petit (FRA)     | 11e                |
| 96                                  | Alexandre Pichot (FRA) | AB                 |
| 97                                  | Angélo Tulik (FRA)     | AB                 |
| Directeur sportif : Lylian Lebreton |                        |                    |

| Astana AST                          | Astana AST              | Astana AST |
| ----------------------------------- | ----------------------- | ---------- |
| Num                                 | Coureur                 | Pos        |
| 101                                 | Luis León Sánchez (ESP) | 15e        |
| 102                                 | Dario Cataldo (ITA)     | 32e        |
| 103                                 | Arman Kamyshev (KAZ)    | 54e        |
| 104                                 | Tanel Kangert (EST)     | AB         |
| 105                                 | Alexey Lutsenko (KAZ)   | AB         |
| 106                                 | Davide Malacarne (ITA)  | AB         |
| 107                                 | Paolo Tiralongo (ITA)   | AB         |
| Directeur sportif : Gorazd Štangelj |                         |            |

| IAM                              | IAM                               | IAM |
| -------------------------------- | --------------------------------- | --- |
| Num                              | Coureur                           | Pos |
| 111                              | Matteo Pelucchi (ITA)             | 16e |
| 112                              | Martin Elmiger (SUI)              | 49e |
| 113                              | Leigh Howard (AUS)                | 1er |
| 114                              | Roger Kluge (GER)                 | 27e |
| 115                              | Marcel Aregger (SUI)              | 31e |
| 116                              | Vicente Reynés (ESP)              | 24e |
| 117                              | Aleksejs Saramotins (LAT) (Route) | 3e  |
| Directeur sportif : Mario Chiesa |                                   |     |

| Burgos BH BUR                              | Burgos BH BUR             | Burgos BH BUR |
| ------------------------------------------ | ------------------------- | ------------- |
| Num                                        | Coureur                   | Pos           |
| 121                                        | Pablo Torres (ESP)        | AB            |
| 122                                        | Arnau Solé (ESP)          | 72e           |
| 123                                        | Ibai Salas (ESP)          | AB            |
| 124                                        | Igor Merino (ESP)         | AB            |
| 125                                        | Juan Carlos Riutort (ESP) | 59e           |
| 126                                        | Álvaro Robredo (ESP)      | AB            |
| 127                                        | Daniel López (ESP)        | 33e           |
| Directeur sportif : Julio Andrés Izquierdo |                           |               |

| Topsport Vlaanderen-Baloise TSV       | Topsport Vlaanderen-Baloise TSV | Topsport Vlaanderen-Baloise TSV |
| ------------------------------------- | ------------------------------- | ------------------------------- |
| Num                                   | Coureur                         | Pos                             |
| 131                                   | Maxime Farazijn (BEL)           | 42e                             |
| 132                                   | Thomas Sprengers (BEL)          | 61e                             |
| 133                                   | Gijs Van Hoecke (BEL)           | 13e                             |
| 134                                   | Bert Van Lerberghe (BEL)        | 12e                             |
| 135                                   | Ruben Pols (BEL)                | 43e                             |
| 136                                   | Eliot Lietaer (BEL)             | 30e                             |
| 137                                   | Sander Helven (BEL)             | 29e                             |
| Directeur sportif : Walter Planckaert |                                 |                                 |

| Euskadi Basque Country-Murias EUS | Euskadi Basque Country-Murias EUS | Euskadi Basque Country-Murias EUS |
| --------------------------------- | --------------------------------- | --------------------------------- |
| Num                               | Coureur                           | Pos                               |
| 141                               | Garikoitz Bravo (ESP)             | 71e                               |
| 142                               | Mikel Iturria (ESP)               | 75e                               |
| 143                               | Gotzon Udondo (ESP)               | AB                                |
| 144                               | Mikel Bizkarra (ESP)              | 73e                               |
| 145                               | Imanol Estévez (ESP)              | 40e                               |
| 146                               | Ander Barrenetxea (ESP)           | AB                                |
| 147                               | Beñat Txoperena (ESP)             | 41e                               |
| Directeur sportif : Jon Odriozola |                                   |                                   |

| Gazprom-RusVelo GAZ                | Gazprom-RusVelo GAZ        | Gazprom-RusVelo GAZ |
| ---------------------------------- | -------------------------- | ------------------- |
| Num                                | Coureur                    | Pos                 |
| 151                                | Alexandr Kolobnev (RUS)    | 28e                 |
| 152                                | Roman Maikin (RUS)         | 8e                  |
| 153                                | Alexander Serov (RUS)      | 70e                 |
| 154                                | Artur Ershov (RUS)         | 74e                 |
| 155                                | Andrey Solomennikov (RUS)  | 18e                 |
| 156                                | Alexander Evtushenko (RUS) | 34e                 |
| 157                                | Alexey Kurbatov (RUS)      | 14e                 |
| Directeur sportif : Sergueï Klimov |                            |                     |